# Ceresium saipanicum
Ceresium saipanicum är en skalbaggsart som först beskrevs av Masaki Matsushita 1932.  Ceresium saipanicum ingår i släktet Ceresium och familjen långhorningar. Inga underarter finns listade i Catalogue of Life.